# 不利益処分に関する不服申立て
不利益処分に関する不服申立て（ふりえきしょぶんにかんするふふくもうしたて）とは、任命権者が地方公共団体の職員に対して、懲戒その他その意に反すると認める不利益な処分を行う場合に、処分を受けた職員が人事委員会又は公平委員会に対して、行政不服審査法による不服申立て（審査請求又は異議申立て）を行うことをいう。 
なお、国家公務員については、国家公務員法（第90条から第92条まで）及び人事院規則13―1の規定により、人事院に対して不利益処分についての不服申立てを行うことが認められている。

## 法的根拠
地方公務員法第八節第四款

## 不服申立ての対象
不服申立ての対象は、
- 懲戒処分
- 分限処分
- その他人事上の処分で本人が不利益であると認めるもの

である。
したがって、本人の意に反しないもの（例えば、職員の同意の下に行われた降任）や、処分性に欠けるもの（例えば、昇給延伸、勤勉手当の減額、給与条例の規定に基づく賃金カット、措置要求に基づく勧告の不履行、職員がした申請に対する不作為）はいずれも不服申立ての対象とならない。

## 不服申立てができる者
不服申立てができるのは、不利益処分を受けた職員である。
ただし、条件附採用期間中の職員及び臨時的に任用された職員については、行政不服審査法の規定が適用されない（地方公務員法第29条の2）ため、不服申立てを行うことはできない。
また、企業職員及び単純労務職員も、不利益処分に関する不服申立て制度が適用されない（地方公務員法第57条、地方公営企業法第39条第1項、地方公営企業法附則第5項）ため、不服申立てを行うことはできない。
なお、勤務条件に関する措置の要求とは異なり、現に職員たる地位を有していない者も不服申立てを行うことができる（例えば、免職された職員もこれを行うことができる）。
不利益処分を受けた職員の代わりに、職員団体がこれを行うことはできない。

## 不服申立てができる期間
不利益処分を長期間不安定な状態にしておくことは好ましくないため、不服申立てができる期間に制限がかけられている。
不服申立ては、処分があったことを知った日の翌日から起算して60日以内にしなければならず、処分があつた日の翌日から起算して1年を経過したときは、することができない。（地方公務員法第49条の3）

## 説明書の交付
任命権者は、職員に対し、懲戒その他その意に反すると認める不利益な処分を行う場合においては、その際、その職員に対し処分の事由を記載した説明書を交付しなければならない（地方公務員法第49条）。
ただし、この説明書の交付・不交付は処分の効力には影響を及ぼさないとされる。
職員は、その意に反して不利益な処分を受けたと思うときは、任命権者に対し処分の事由を記載した説明書の交付を請求することができる（同条第2項）。 
また、この請求を受けた任命権者は、その日から15日以内に、同項の説明書を交付しなければならない（同条第3項）。

## 審理・裁決・決定
前述のとおり、この不利益処分に関する不服申立ては、行政不服審査法に基づく不服申立ての一種であるが、行政不服審査法第二章第一節から第三節までの規定を適用しない（地方公務員法第49条の2第3項）とされ、具体的な審査の手続については地方公務員法に定めるところによるものとされている。

### 審理方法
不服申立てを受理したときは、人事委員会又は公平委員会は、直ちにその事案を審査しなければならない。この場合において、処分を受けた職員から請求があったときは、口頭審理を行わなければならない。口頭審理は、その職員から請求があつたときは、公開して行わなければならない（地方公務員法第50条第1項）。
したがって、職員から請求がない限りは、書面審理となる。

### 裁決・決定
人事委員会又は公平委員会は、審査の結果に基いて、その処分を承認し、修正し、又は取り消し、及び必要がある場合においては、任命権者にその職員の受けるべきであった給与その他の給付を回復するため必要で且つ適切な措置をさせる等その職員がその処分によつて受けた不当な取扱を是正するための指示をしなければならない（同法第50条第3項）。
任命権者は、審査機関の判定に従う義務があり、不利益処分の取消の判定があったときは、任命権者の何らの処分なしに、判定に従った効力が生じる。その意味で、審査機関の判定は形成的効力を持つといえる。
人事委員会又は公平委員会は、その処分が違法である場合だけでなく、不当である場合においてもその処分を取り消すことができ、また自らその処分を修正できるということが、裁判所における訴訟と大きく異なる。
人事委員会又は公平委員会の指示に故意に従わなかった者は、1年以下の懲役又は3万円以下の罰金に処する。（地方公務員法第60条第3項）

## 不利益処分に対する取消訴訟
不利益処分の取消の訴えについては、不服申立前置主義が採られている。
すなわち、不利益処分であって人事委員会又は公平委員会に対して審査請求又は異議申立てをすることができるものの取消しの訴えは、審査請求又は異議申立てに対する人事委員会又は公平委員会の裁決又は決定を経た後でなければ、提起することができない。（地方公務員法第51条の2）
これは、職員の任用関係については、まず人事委員会又は公平委員会で審査することが実情の確認のためにも適切であり、後の訴訟審理の促進にも役立つものと考えられるからである。
なお、任命権者は、審査機関の判定に対して不服がある場合でも、これについて機関訴訟を認める規定がないため、裁判所に対して判定の取消しの訴えを提起することはできない（ただし、審査機関に対して再審の手続きを行うことはできる）。